# Acalolepta pseudoconvexa
Acalolepta pseudoconvexa es una especie de escarabajo longicornio del género Acalolepta, tribu Monochamini, subfamilia Lamiinae. Fue descrita científicamente por Breuning en 1936.
Se distribuye por Papúa Nueva Guinea. Mide aproximadamente 32 milímetros de longitud.